# Osmia derasa
Osmia derasa är en biart som beskrevs av Pérez 1895. Osmia derasa ingår i släktet murarbin, och familjen buksamlarbin.

## Underarter
Arten delas in i följande underarter:
- O. d. derasa
- O. d. violetta